# زيما أيون
زيما أيون (بالإنجليزية: DJZ) (و. 1986  م) هو مصارع محترف أمريكي، ولد في لوس أنجلوس.

## وصلات خارجية
- زيما أيون على موقع IMDb (الإنجليزية)
- زيما أيون على موقع قاعدة بيانات الفيلم (الإنجليزية)
- زيما أيون على موقع دبليو دبليو إي (الإنجليزية)
- زيما أيون على موقع CageMatch worker (الإنجليزية)
- زيما أيون على موقع قاعدة بيانات المصارعة على الإنترنت (الإنجليزية)
- زيما أيون على موقع عالم المصارعة على الإنترنت (الإنجليزية)
- زيما أيون على موقع عالم المصارعة على الإنترنت (الإنجليزية)

- زيما أيون في قاعدة بيانات الأفلام على الإنترنت